# Georges Van Den Bossche
Georges Joseph Van Den Bossche (* 15. Juli 1892 in Gent; † 16. Mai 1966 ebenda) war ein belgischer Ruderer.

## Biografie
Georges Van Den Bossche wurde 1910 Europameister mit dem belgischen Achter. Bei den Olympischen Sommerspielen 1912 in Stockholm nahm er mit Guillaume Visser, Edmond Vanwaes, Georges Willems und Steuermann Léonard Nuytens in der Vierer mit Steuermann-Regatta teil. Die Crew schied im Viertelfinale aus und gewann wenige Wochen später bei den Europameisterschaften 1912 die Silbermedaille.
1920 gewann er mit seinem Bruder Oscar im Zweier mit Steuermann Bronze bei den Europameisterschaften in Mâcon und trat mit ihm in der gleichen Bootsklasse bei den Olympischen Sommerspielen 1920 in Antwerpen an.